# Great Southern
 (janvier 2024).
Si vous disposez d'ouvrages ou d'articles de référence ou si vous connaissez des sites web de qualité traitant du thème abordé ici, merci de compléter l'article en donnant les références utiles à sa vérifiabilité et en les liant à la section « Notes et références ».
Le Great Southern (« Grand Sud ») est l'une des neuf régions de l'Australie-Occidentale.
Elle est limitée à l'ouest par la région de South West, au nord par celle de Wheatbelt, à l'est par celle de Goldfields-Esperance et au sud par l'océan Austral.
Elle a une superficie de 39 007 km2 et une population d'environ 54 000 personnes. Son centre administratif est la ville portuaire d'Albany.
La région a un climat méditerranéen avec des étés chauds et secs et des hivers frais et humides.
L'économie est dominée par l'élevage du bétail et les cultures céréalières. La région est un des principaux producteurs de laine et de viande de mouton du pays. La production de vin est en pleine expansion dans la région de Mount Barker. La ville d'Albany est un important centre de pêche.
Les Noongars, une population aborigène locale, ont été les seuls habitants de la région pendant plusieurs dizaines de milliers d'années. Les premiers Européens à s'installer dans la région sont un groupe de militaires commandés par le major Edmund Lockyer qui s'installèrent à Albany le jour de Noël 1826.
La région comprend les zones d'administration locale d'Albany, Broomehill, Cranbrook, Denmark, Gnowangerup, Jerramungup, Katanning, Kent, Kojonup, Plantagenet, Tambellup et Woodanilling.
Le Great Southern abrite entre autres le parc national Torndirrup, situé à 10 km d'Albany.